# أكوسينا دياز
أكوسينا دياز (بالإسبانية: Azucena Díaz)‏ هي منافسة ألعاب القوى إسبانية، ولدت في 19 ديسمبر 1982.

## وصلات خارجية
- أكوسينا دياز على موقع الاتحاد الدولي لألعاب القوى (الإنجليزية)
- أكوسينا دياز على موقع أوليمبيديا (الإنجليزية)